# Drum național 13A
Der Drum național 13A (rumänisch für „Nationalstraße 13A“, kurz DN13A) ist eine Hauptstraße in Rumänien.

## Verlauf

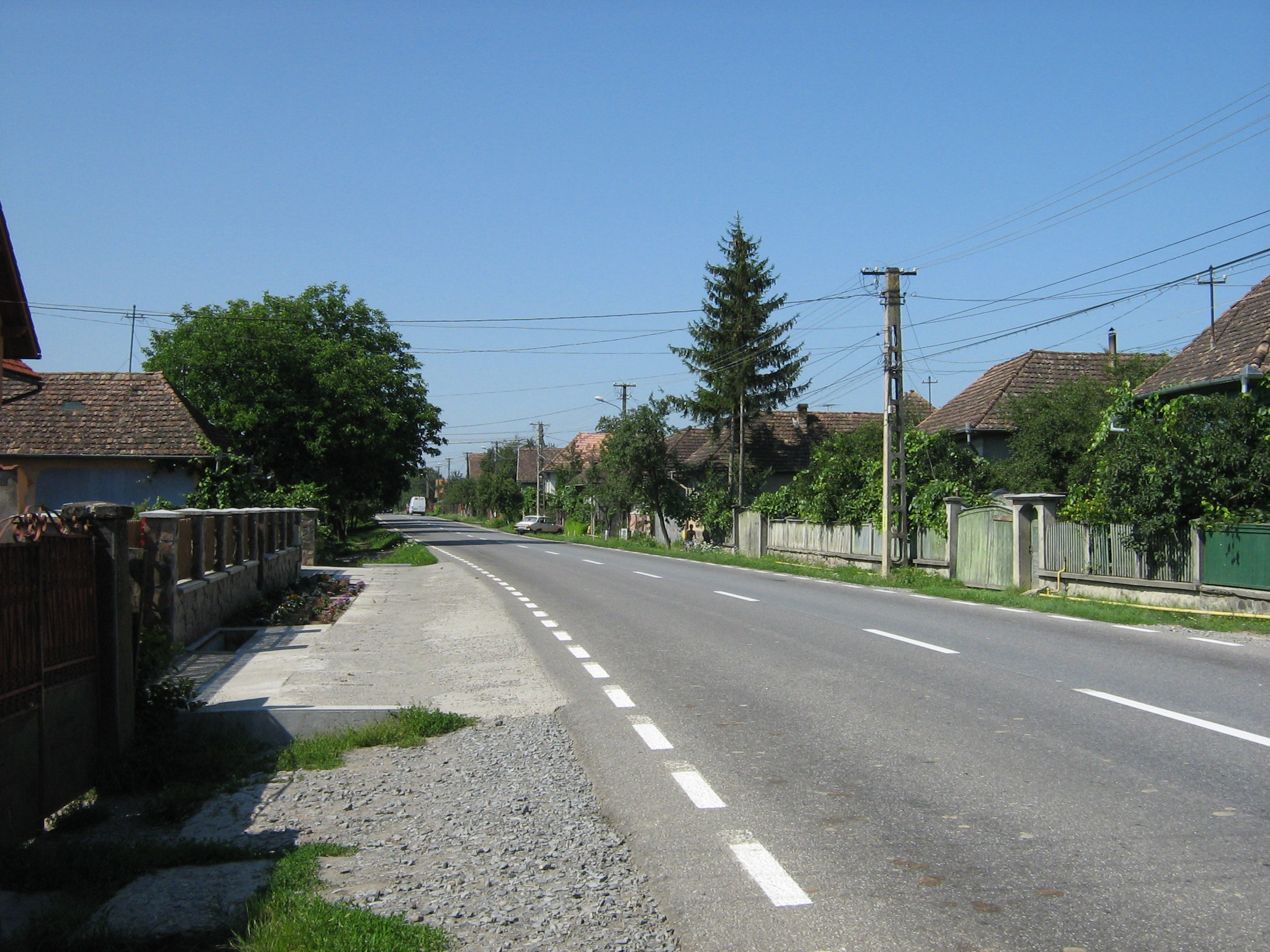
Die Straße in Chibed

Die Straße zweigt in Bălăușeri vom Drum național 13 (zugleich Europastraße 60) ab, folgt dem Tal der Târnava Mică (Kleinen Kokel) nach Nordosten über Sângeorgiu de Pădure (ungarisch Erdőszentgyörgy) nach Sovata, wo der Drum național 13D nach Nordwesten abzweigt, wendet sich hier nach Südosten, passiert in Praid (ung. Parajd) die Abzweigung des Drum național 13B, nimmt in Morăreni, einem Dorf in der Gemeinde Lupeni, den Drum național 13C auf, wendet sich in Odorheiu Secuiesc (Oderhellen) wieder nach Osten und führt über Vlăhița über den Pass Pasul Vlăhița (985 m) zur Kreishauptstadt Miercurea Ciuc (Szeklerburg), in der sie am Drum național 12 endet. Ihre östliche Fortsetzung bildet der Drum național 12A.
Die Länge der Straße beträgt rund 130 Kilometer.